# Ligdia postumbrata
Ligdia postumbrata là một loài bướm đêm trong họ Geometridae.